# NGC 6529
NGC 6529 је ознака објекта на координатама са ректансцензијом 18h 5m 29,0s и деклинацијом - 36° 17" 48'. Открио га је Џејмс Данлоп, 3. септембра 1826. Каснијим посматрањима на том положају није уочен никакав астрономски објекат.